# Krizba község
Krizba község (románul: Comuna Crizbav) község Brassó megyében, Romániában. Központja Krizba, hozzá tartozik Kutastelep.

## Népessége
A 2011-es népszámlálás adatai alapján a község népessége 2518 fő volt.

## Története
2002-ben vált ki Höltövény községből és vált önálló községgé.